# 君のぞらじお
君のぞらじお（きみのぞらじお）は、テレビアニメ『君が望む永遠』とOVA『アカネマニアックス』を中心にアージュ作品を応援するラジオ番組（アニラジ）である。通称、君らじ。

## 概要
2003年10月から2005年3月まではラジオ大阪（1314 V-STATIONのゴクラク!もえもえステーション枠）・TBSラジオで放送され、2005年4月よりインターネットラジオに転向し、2007年12月に終了した。
パーソナリティは、栗林みな実（TVアニメ『君が望む永遠』涼宮遙役）、石橋朋子（速瀬水月役）、「ニトロプラスの最狂広報」ことジョイまっくすの3人でスタートし、第13回から谷山紀章（鳴海孝之役）が加わった。その後、第57回（2004年10月）で石橋の卒業と、浅井清己（大空寺あゆ役）・吉住梢（OVA『アカネマニアックス』玉野まゆ役）のレギュラー加入があり、さらに第64回でたかはし智秋（OVA『アカネマニアックス』速瀬水月役）が加わり、パーソナリティ6人体制となった。
以上のレギュラーパーソナリティ陣に水橋かおり（OVA『アカネマニアックス』涼宮茜役）を加えた7人を、「君のぞファミリー」・「君らじファミリー」または単に「ファミリー」と呼ぶ。リーダーは栗林みな実。
2005年8月にはインターネットラジオに転向後4ヶ月で公式サイトのアクセス数が200万を突破し、記念として9月24日にライブイベント「君のぞらじお感謝祭　萌・川崎博」が開催された。また、アニメ系インターネットラジオでは業界1、2位のアクセス数を記録していることが番組内で明らかにされている。
2006年9月から12月まで、番組ホームページ内でWebアニメ『あゆまゆ劇場』が配信されていた。
2008年1月には、OVA『君が望む永遠〜Next Season〜』の発売にあわせ、番組のリニューアルが行われた。収録時間の長さや、レギュラーパーソナリティ全員のスケジュール調整が難しくなったこともリニューアルの一因となっている。
従来の「君のぞらじお」は、『君のぞらじお 〜Next Season〜』と『君のぞらじお Still I love you…』に分割され、「君のぞらじお」の1コーナーであった「谷山紀章の独り大喜利」と、番組内番組だった「ラジオすかいてんぷる」・『マブラヴラジオ』はそれぞれ別番組として独立した。その際「独り大喜利」は『谷山紀章のDEAD OR ALIVE』に、「ラジオすかいてんぷる」は『ラジオあゆまゆ劇場』に改称している。
その後、7月に「DEAD OR ALIVE」、「あゆまゆ劇場」の2番組が放送を終了し、「君のぞらじお Still I love you…」はコーナーやスタイルを一新し、タイトルも『君のぞらじお silver ring』に改称したものの、聴収率の悪さから9月26日に終了した。12月には「君のぞらじお 〜Next Season〜」および「マブラヴラジオ」も終了した。
2009年1月2・9日には、前年12月27・28日に行われたイベントでの公開録音分が配信され、2009年3月までアージュ関連の各種特別番組が放送された後、2009年4月3日に『君のぞらじお eternity』、4月10日に『マブラヴラジオ アンリミテッド』の配信が開始された。
なお、イベント等で販売される「PC âge CD-ROM2」に収録される『君のぞらじお 海賊版』については、2008年夏の海賊版#9 以降リリースされていない。

## 地上波放送
- 放送期間：2003年10月4日〜2005年3月26日
- 放送局：ラジオ大阪、TBSラジオ
- 主要スポンサー：メディアファクトリー、ランティス、バンダイビジュアル、アージュ、WAYUTA
- 放送時間：土曜 24:30〜25:00（ラジオ大阪）、土曜 26:00〜26:30[2]（TBSラジオ）

### 番組構成
2005年第1クールの基本的番組構成。
"君のぞらじお" + "ラジオすかいてんぷる" + "君のぞらじお" が基本だが、前後する事もあった。

### コーナー
- 君のぞ辞書を作ろう！
- ふつおた紹介&フリートーク
- 曲（君望関連楽曲または、栗林みな実楽曲）
- 今週のなにがし
- 君のぞニュースの時間の時間（アージュ社員トンプソンの葉書、メールを読むコーナー）
- ラジすか オープニング
- ふつおた紹介&フリートーク
- ラジすか エンディング
- エンディング

### 幻の罰ゲーム放送
幻の罰ゲーム放送とは、本来谷山紀章が罰ゲームを受けた回であるが、番組の収録後に録音されていなかったことが発覚したという幻の放送。
谷山紀章は放送中に罰ゲームとして、好きな食べ物をミキサーにかけた「ミックスジュース」を飲んだ。しかし収録後、ディレクターが編集をしようとした際、録音されていないことが発覚。さすがに録り直しする訳にもいかず、放送されることもなかった。結局、罰ゲームは受けたことになったが、本人はラジオ内で「放送されなかったことが何よりの罰ゲーム」と言っていた。

### 主題歌
君のぞらじお
- オープニングテーマ 「純情Fever」
歌：ワイルド三人娘 featuring すかいてんぷる/作詞：畑亜貴/作曲：金井江右 / 編曲：Angel Note
- エンディングテーマ 「ノンストップ♪ワイルド三人娘」
歌：ワイルド三人娘/作詞・作曲：栗林みな実/編曲：藤田淳平

ラジオすかいてんぷる
- オープニングテーマ 「コワしてGOOD JOB」
歌：UYAMUYA/作詞：畑亜貴/作曲・編曲：金井江右
- エンディングテーマ 「UYA-MUYA HEAVEN」
歌：UYAMUYA/作詞：畑亜貴/作曲・編曲：太田雅友

### スタッフ
- ディレクター：おたっきぃ佐々木（2003年〜2004年）、斉藤K（2004年〜2005年）
- 構成作家：斉藤K

### ゲスト
- 浅井清己　#04、08、11、14、30、37、44、48、53　（#57以降レギュラー入り）
- 上原ともみ　#05、11、13
- 谷山紀章　#06、12　（#13以降レギュラー入り）
- 吉田恭子　#08、14
- 小林まり子・窪田聡子・ひと美　#10
- 青木誠　#12
- 伊藤美紀　#18
- 水橋かおり　#49、54、58〜63、65、66、70、72、76、78
- 雨宮麻紀　#50
- 吉住梢　#53　（#57以降レギュラー入り）
- たかはし智秋　#63　（#64以降レギュラー入り）
- 斉藤K　#48、61、63、66

## インターネット放送
- 放送期間：2005年4月1日〜2007年12月28日
- 配信サイト：君のぞらじおホームページ
- 配信方式：ストリーミング
- 配信日：毎週金曜日配信（配信期間は10日間）
- 放送時間：2時間〜3時間
- ファイル種類：Windows Media Audio（Windows Mediaメタファイル（asx））

サーバーメンテナンスのため、配信日が翌週月曜日になる場合がある。その場合、配信期間は8日間になる。
放送時間は当初1時間程度であったが、回を重ねるごとに長くなり、放送末期では2時間〜3時間程度、場合によっては3時間を超えることも少なくなかった。
録り直しの場合を除いて、録音したものに出来るだけ手を加えないというのが、ディレクターの方針であるため、BGMやリクエスト曲の挿入、コーナー間の繋ぎ等の基本的な編集以外は滅多に行うことがない。また、音泉やランティスウェブラジオといったネットラジオ配信サイトではなく、独自に契約したホスティングサーバ上で公開しているため、他のアニラジと比べ、時間的制約が緩い。そのため、各回によって放送時間は様々である。
放送開始当初はアージュ、ランティス、メディアファクトリー、WAYUTAのCMが番組中に流れていたが、2005年9月からアージュのみとなった。番組終了時はアージュとマブラヴ オルタネイティヴ トータル・イクリプス（テックジャイアン）のCMが流れていた。
2008年1月より番組がリニューアルされ、君のぞらじおは「君のぞらじお〜Next Season〜」、「君のぞらじお Still I love you…」、「谷山紀章のDEAD OR ALIVE」の3つに分割される形となった。またマブラヴラジオは火曜日更新に変更、ラジオすかいてんぷるは「ラジオあゆまゆ劇場」としてリニューアルされ、「谷山紀章のDEAD OR ALIVE」とあわせて隔週火曜日の交互更新となった。

### 番組構成
番組終了時（2007年12月28日）の番組構成。
- 君のぞらじお（前半）
パーソナリティ：栗林みな実、たかはし智秋、谷山紀章、ジョイまっくす、（水橋かおり）
- ラジオすかいてんぷる
パーソナリティ：谷山紀章、浅井清己、吉住梢
- 君のぞらじお（後半）
パーソナリティ：全員
- マブラヴラジオ
パーソナリティ：栗林みな実、斉藤K

イベント前の放送の時など、君のぞらじお（前半）から（後半）まで全員が出演することもある。

### コーナー
詳細については君のぞらじおホームページを参照のこと。番組内番組「アージュニュースの時間の時間」は当初、君らじ（後半）に組み込まれていたが、放送時間が長い事などから番組内番組として分割された。さらに「アージュニュースの時間の時間」も長くなり、前半と後半に分割され、さらには前半部分を2つに分けた3部構成になることもある。なお、「アージュニュースの時間の時間」は2007年5月に「マブラヴラジオ」と名前が変わった。
コーナーは番組の構成にあわせ、前後することや放送されないことがあった。以下は番組終了時（2007年12月28日）のコーナー。
君のぞらじお（前半）
- 君のぞ辞書を作ろう！
番組内での印象的な言葉をリスナーから募集し、毎回1つずつ紹介する。
- オープニング
- ふつおた紹介
メールを紹介。概ね4件のメールを紹介する。内、1件は曲のリクエスト。
- リクエスト曲紹介
- 谷山紀章のひとり大喜利
送られてきたお題1つに対して谷山紀章が大喜利を繰り広げる、ラジオディレクター斉藤Kとの対談形式。

ラジオすかいてんぷる
- あゆとまゆのお菓子だ〜いすき♪
リスナーから送られてきたお勧めのお菓子を紹介して食べる。
- ラジすか オープニング
- ふつおた紹介
メールを紹介。内、1件は曲のリクエスト。
- リクエスト曲紹介
- 対決ッ！すかいてんぷる！
2つのテーマに対して、浅井清己と吉住梢がプレゼンをおこなう。第64回から谷山紀章も相手役として特別出演。スタッフとパーソナリティーの投票で勝敗を決め、負けるとエンディングで罰ゲーム。同点となった場合は谷山紀章が罰ゲームを行う。また、谷山紀章、ジョイまっくす、水橋かおりも参加したことがあり、ジョイまっくすは負けて罰ゲームを受けたことがある。
- ラジすか エンディング
罰ゲームおよびエンディング。

君のぞらじお（後半）
- この人に聞け！
出演者が指定されたキャラクターになり、アドバイスを送る相談コーナー。「水月の3、2、1、ハイ！」の後身コーナー。
- 緊急特別企画
週替わりのコーナー。ライブの放送や対決など毎週色々な企画を行う。
- 皆で合わせましょう
リスナーから募集した「○○といえば？」といお題に対して、出演者全員の意見を合わせるというコーナー。
- エンディング

マブラヴラジオ
- オープニング
- フリートーク
主にマブラヴ関連やアージュに関する情報やフリートークが行われる。コーナー中に1〜2曲ほど、曲紹介がある。
- エンディング

### イベント前の放送
君のぞらじお関連のイベントが行われる場合、直前または直後の放送ではイベント会場のリハーサル室で収録されるのが恒例となっている。なんと“アージュニュースの時間の時間”は移動中の新幹線の車内にて収録が行われたこともあり、“車内販売の売り子さんが今まさにやってきた”旨のトークが放送されたこともある。
第27回放送（2005年9月30日配信）で、2005年9月24日に開催された「君のぞらじお感謝祭 萌・川崎博」の直前にリハーサル室で収録されたものが放送されたのが最初であり、それ以降、イベントが開催される度に行われるようになった。
基本的な放送の流れは変わらないが、君らじ前半から君らじ後半まで全員が出演する。構成はふつおた紹介とトークが中心で、「谷山紀章のひとり大喜利」以外のコーナーは行われないことが多い。また、番組エンディングはイベントの打上げ開場や収録スタジオでジョイまっくす、栗林みな実、斉藤Kの3人でひっそりと収録されたものが放送されたこともあった。

### 特別番組
ラジオアカネマニアックス
第22回放送（2005年8月26日配信）ではOVAアカネマニアックス最終章の発売記念として、君のぞらじお特別版「ラジオアカネマニアックス」が通常の番組と併せて配信された。パーソナリティは、君らじから栗林みな実とジョイまっくす、アカネマニアックスから声優の関智一と水橋かおりの4人。放送時間はおよそ30分。
なお、君のぞらじお総集編には収録されておらず、アカネマニアックス オリジナルサウンドトラックに収録されている。
萌・川崎博
第27回放送（2005年9月30日配信）では2005年9月24日に開催された「君のぞらじお感謝祭 萌・川崎博」に合わせて収録が行われたため、通常の番組構成で特別放送が行われた。「君のぞらじお（前半）」と「ラジオすかいてんぷる」は開催前日のリハーサル室で収録が行われ、「君のぞらじお（後半）」は「君のぞらじお感謝祭 萌・川崎博」の第二部（JAM vs 君のぞファミリー）で行なわれた公開録音の模様を配信した。インターネット放送になってからアニメ出演者以外の初ゲストとして、JAM Project（影山ヒロノブ・遠藤正明・福山芳樹・きただにひろし）が出演した。なお、番組エンディングは萌・川崎博の打ち上げ会場にて収録されている。

### 主題歌
君のぞらじお
- オープニングテーマ

1. 「MAGIC」 （2005年4月〜2006年3月）
歌：ワイルド三人娘/作詞・作曲：栗林みな実/編曲：原田勝通
2. 「Love Adventure」 （2006年3月〜2007年10月）
歌：ワイルド三人娘/作詞：栗林みな実/作曲・編曲：金井江右
3. 「Love da-daaan!!」 （2007年11月〜2007年12月）
歌：ワイルド三人娘/作詞：畑亜貴/作曲・編曲：伊東大和

- エンディングテーマ

1. 「KATAOMOI」 （2005年4月〜2006年3月）
歌：ミナミ・クリバヤシ&CT.ベロニカ（後のexige）/作詞・作曲：栗林みな実/編曲：斎藤真也
2. 「secret place」 （2006年3月〜2007年10月）
歌：ワイルド三人娘/作詞・作曲：栗林みな実/編曲：原田勝通
3. 「Bondage Racer」 （2007年11月〜2007年12月）
歌：ワイルド三人娘/作詞：畑亜貴/作曲・編曲：nishi-ken

ラジオすかいてんぷる
- オープニングテーマ

1. 「コワしてGOOD JOB」 （2005年4月〜2006年3月）
歌：UYAMUYA/作詞：畑亜貴/作曲・編曲：金井江右
2. 「日常☆CRASHER」 （2006年3月〜2007年12月）
歌：UYAMUYA/作詞：畑亜貴/作曲・編曲：橋本由香利

- エンディングテーマ

1. 「UYA-MUYA HEAVEN」 （2005年4月〜2006年3月）
歌：UYAMUYA/作詞：畑亜貴/作曲・編曲：太田雅友
2. 「パノラマミライ」 （2006年3月〜2007年12月）
歌：UYAMUYA/作詞：畑亜貴/作曲：伊東大和/編曲：河合英嗣

アージュニュースの時間の時間
- オープニングテーマ

1. 「マブラヴ」 （2006年2月〜9月）
歌：栗林みな実/作詞：江幡育子/作曲：SAGE KOIZUMI/編曲：飯塚昌明
2. 「divergence」 （2006年9月〜2007年4月）
歌：栗林みな実/作詞・作曲：栗林みな実/編曲：飯塚昌明

- エンディングテーマ

1. 「I will」 （2006年2月〜9月）
歌：栗林みな実/作詞：栗林みな実/作曲・編曲：飯塚昌明
2. 「紫音-sion-」 （2006年9月〜11月、2006年12月〜2007年4月）
歌：奥井雅美/作詞・作曲：奥井雅美/編曲：IPPEI
3. 「Astraea」 （2006年11月19日〜12月8日）
歌：橋本みゆき/作詞・作曲：橋本みゆき/編曲：鈴木マサキ

マブラヴラジオ
- オープニングテーマ

1. 「マブラヴ」 （2007年5月〜8月）
歌：栗林みな実/作詞：江幡育子/作曲：SAGE KOIZUMI/編曲：飯塚昌明
2. 「だってMUV-LUV（だいすき）なんだもんっ☆」 （2007年8月17日〜12月）
歌：栗林みな実/作詞：畑亜貴/作曲・編曲：前澤寛之

- エンディングテーマ

1. 2007年5〜8月までは以下の曲が週替り（ディレクターの気分次第）でエンディング曲になっていた。
  - 「I will」
歌：栗林みな実/作詞：栗林みな実/作曲・編曲：飯塚昌明
  - 「遙かなる地球（ふるさと）の歌」
歌：栗林みな実/作詞：江幡育子/作曲・編曲：飯塚昌明
  - 「divergence」
歌：栗林みな実/作詞・作曲：栗林みな実/編曲：飯塚昌明
  - 「傷は化石にならないけれど」
歌：美郷あき/作詞：畑亜貴/作曲・編曲：加藤大祐
  - 「Astraea」
歌：橋本みゆき/作詞・作曲：橋本みゆき/編曲：鈴木マサキ
  - 「リトル・モア」
歌：CooRie/作詞・作曲：rino/編曲：chokix
  - 「紫音-sion-」
歌：奥井雅美/作詞・作曲：奥井雅美/編曲：IPPEI
  - 「桜の花が咲くまえに」
歌：栗林みな実/作詞・作曲：栗林みな実/編曲：飯塚昌明
  - 「翼」
歌：影山ヒロノブ/作詞・作曲：影山ヒロノブ/編曲：須藤賢一
  - 「Carry on」
歌：遠藤正明/作詞：影山ヒロノブ/作曲・編曲：河野陽吾
  - 「INSANITY」
歌：奥井雅美/作詞：奥井雅美/作曲：Monta/編曲：鈴木Daichi秀行
2. 「かがやく時空（とき）が消えぬ間に」 （2007年8月17日〜2007年12月）
歌：栗林みな実/作詞：栗林みな実/作曲・編曲：飯塚昌明
3. 「winter fairy」 （2007年12月）
歌：栗林みな実/作詞：栗林みな実/作曲・編曲：菊田大介

### スタッフ
- ディレクター・構成作家：斉藤K
- ミキサー：露木直人
- 編集：斉藤K、露木直人
- 制作：アージュ

### ゲスト
君のぞらじお
- 第027回（2005年09月30日配信） - JAM Project（影山ヒロノブ、遠藤正明、きただにひろし、福山芳樹）
- 第063回（2006年06月09日配信） - 青木誠（君のぞらじお（後半）のみ）
- 第093回（2007年01月05日配信） - 青木誠
- 第096回（2007年01月26日配信） - 関智一
- 第140回（2007年11月30日配信） - ヨシダという生き物（吉宗綱紀・アージュ代表）

アージュニュースの時間の時間
- 第01回（2006年02月17日配信） - 奥井雅美
- 第02回（2006年02月24日配信） - まちょ羽田野（TECH GIAN副編集長）
- 第03回（2006年03月03日配信） - 奥田秋
- 第04回（2006年03月10日配信） - 稲葉貴子
- 第05回（2006年03月17日配信） - ワイルド三人娘
- 第06回（2006年03月24日配信） - JAM Project（影山ヒロノブ、遠藤正明、きただにひろし、福山芳樹）
- 第09回（2006年05月05日配信） - 藤原理加
- 第10回（2006年05月12日配信） - 野中真澄
- 第11回（2006年05月19日配信） - 夏野巳琴
- 第12回（2006年05月26日配信） - 北都南
- 第13回（2006年06月02日配信） - きただにひろし
- 第14回（2006年06月09日配信） - 青木誠
- 第15回（2006年06月16日配信） - rino（CooRie）、吉宗鋼紀
- 第16回（2006年06月23日配信） - 遠藤正明
- 第17回（2006年06月30日配信） - 橋本みゆき
- 第18回（2006年07月07日配信） - GRANRODEO
- 第19回（2006年07月14日配信） - 影山ヒロノブ
- 第20回（2006年07月21日配信） - 奥井雅美
- 第21回（2006年07月28日配信） - yozuca*
- 第22回（2006年08月04日配信） - 美郷あき
- 第23回（2006年08月11日配信） - 谷山紀章
- 第24回（2006年08月18日配信） - ジョイまっくす
- 第25回（2006年08月25日配信） - UYAMUYA、吉宗鋼紀、ボークス・タカオ（ボークス）、まちょ羽田野、奥井雅美
- 第26回（2006年09月01日配信） - たかはし智秋
- 第27回（2006年09月08日配信） - rino（CooRie）
- 第28回（2006年09月15日配信） - 奥井雅美
- 第29回（2006年09月22日配信） - 田口宏子
- 第30回（2006年09月29日配信） - 永島由子
- 第31回（2006年10月06日配信） - 美郷あき
- 第33回（2006年10月24日配信） - 吉宗鋼紀、ボークス・タカオ、ヘマ大村（TECH GIAN編集長）
- 第34回（2006年10月27日配信） - 橋本みゆき
- 第35回（2006年11月03日配信） - バカ王子ペルシャ
- 第36回（2006年11月10日配信） - 奥井雅美
- 第37回（2006年11月17日配信） - 美郷あき
- 第38回（2006年11月24日配信） - 遠藤正明
- 第39回（2006年12月01日配信） - 影山ヒロノブ
- 第40回（2006年12月08日配信） - rino（CooRie）
- 第42回（2006年12月22日配信） - バカ王子ペルシャ、スピンドリル、鬼畜人タムー
- 第52回（2007年03月02日配信） - 吉宗鋼紀、まちょ羽田野、ボークス・タカオ、ヘマ大村、たかはし智秋
- 第53回（2007年03月09日配信） - 近江知永
- 第56回（2007年03月30日配信） - 橋本みゆき
- 第58回（2007年04月13日配信） - きただにひろし（アージュニュースの時間の時間（後半）のみ）
- 第59回（2007年04月20日配信） - 桃井はるこ（〃）
- 第60回（2007年04月27日配信） - 美郷あき（〃）

マブラヴラジオ
- 第03回（2007年05月18日配信） - スピンドリル（後半部分から出演）
- 第04回（2007年05月25日配信） - バカ王子ペルシャ
- 第05回（2007年06月01日配信） - 鬼畜人タムー
- 第12回（2007年07月20日配信） - 吉宗鋼紀、出渕裕、飯田馬之介
- 第13回（2007年07月27日配信） - 野川さくら
- 第16回（2007年08月17日配信） - ボークス・タカオ
- 第17回（2007年08月24日配信） - 吉宗鋼紀、ヘマ大村、まちょ羽田野、ボークス・タカオ
TECH GIAN関係のトークショーを配信の予定だったが、機材トラブルにより公開できなかったため、急遽栗林欠席、上記のゲストを迎え、補足番組を公開。
- 第21回（2007年09月21日配信） - 鬼畜人タムー（後半部分から出演）、バカ王子ペルシャ（〃）、スピンドリル（〃）
- 第22回（2007年09月28日配信） - 鬼畜人タムー（後半部分から出演）、バカ王子ペルシャ（〃）、スピンドリル（〃）
- 第23回（2007年10月05日配信） - 鬼畜人タムー、バカ王子ペルシャ、吉宗鋼紀、ボークス・タカオ
- 第29回（2007年11月16日配信） - 鬼畜人タムー、バカ王子ペルシャ、スピンドリル

## CD収録版
君のぞらじおの番外編としてアージュ発売のPCゲーム『君が望む永遠〜special FanDisk〜』などのファンディスクや、同じくアージュ発売の「PC âge CD-ROM2」に収録されている。ファンディスクは「出張版」として収録されており、PC âge CD-ROM2 には「海賊版」として収録されている。
基本的な内容は名物企画「ジョイ先生のメイプル授業」とパーソナリティによるテーマに沿ったトーク、「すかいてんぷるメイプル支店」の3つのコーナーで構成されている。
なお、「PC âge CD-ROM2」シリーズはアージュ通販のほか、君らじ通販およびイベント会場でのみ購入可能。

### 君のぞらじお出張版
- 出張版 #1 （君が望む永遠〜special FanDisk〜）

出演：栗林みな実、石橋朋子、谷山紀章、ジョイまっくす
ゲスト：上原ともみ
- 出張版 #2 （マブラヴ サプリメント）

出演：栗林みな実、石橋朋子、谷山紀章、ジョイまっくす
ゲスト：藤原理加

### 君のぞらじお海賊版
- 海賊版 #1 （PC âge CD-ROM2 vol.1 収録）
出演：栗林みな実、石橋朋子、谷山紀章、ジョイまっくす
ゲスト：浅井清己、奥田秋、上原ともみ

- 海賊版 #2 （PC âge CD-ROM2 vol.2 収録）
出演：栗林みな実、石橋朋子、谷山紀章、ジョイまっくす、浅井清己

- 海賊版 #3 （PC âge CD-ROM2 vol.3 収録）
出演：栗林みな実、たかはし智秋、谷山紀章、ジョイまっくす、浅井清己、吉住梢、水橋かおり

- 海賊版 #4 （PC âge CD-ROM2 vol.4 収録）
出演：栗林みな実、たかはし智秋、谷山紀章、ジョイまっくす、浅井清己、吉住梢

- 海賊版 #5 （PC âge CD-ROM2 vol.5 収録）
出演：栗林みな実、たかはし智秋、谷山紀章、ジョイまっくす、浅井清己、吉住梢

- 海賊版 #6 （PC âge CD-ROM2 vol.6 収録）
出演：栗林みな実、たかはし智秋、谷山紀章、ジョイまっくす、浅井清己、吉住梢、水橋かおり

- 海賊版 #7 （PC âge CD-ROM2 vol.7 収録）
出演：栗林みな実、たかはし智秋、谷山紀章、ジョイまっくす、浅井清己、吉住梢

- 海賊版 #8 （PC âge CD-ROM2 vol.8 収録）
出演：栗林みな実、たかはし智秋、谷山紀章、ジョイまっくす、浅井清己、吉住梢、水橋かおり、田口宏子

- 海賊版 #9 （PC âge CD-ROM2 vol.9 収録）
出演：栗林みな実、たかはし智秋、谷山紀章、ジョイまっくす、浅井清己、吉住梢、水橋かおり、田口宏子

## 過去に行われたコーナー・番組

### ジョイ先生のメイプル授業
ジョイまっくすが「白陵大付属柊学園」の教師になり、怪しげな授業を行うコーナー。通称「メイプル授業」、または「メイプル」。コーナー名はおねがい☆ティーチャーのドラマCD、『みずほ先生のはちみつ授業』のオマージュ。
第1回（君のぞらじお海賊版 #1）は、お題（例えば好きな本のタイトル）に対して出演者が言った答えを、ジョイ先生が卑猥な方向に話を膨らませ、一人で興奮するといった内容だった。このとき、ゲスト・奥田秋が「好きな理科の実験器具は？」というお題に対して、「乳鉢」と答えたことで、その後度々番組内で「乳鉢」という言葉が登場することになった。
第2回（君のぞらじお出張版 #1）から、ジョイ先生が言った卑猥な言葉を各人にリピートさせ、ジョイ先生が更に話を膨らませるという内容に変わった。その後は、海賊版、出張版を中心にコーナー化された。
地上波放送
- 第42回（2004年7月17日放送）
- 第46回（2004年8月14日放送）

インターネット放送
- 第14回（2005年7月1日配信） 緊急特別企画　ジョイまっくす通算100回収録記念
お題：高山植物

出張版・海賊版
- 君のぞらじお海賊版#1 （PC âge CD-ROM2 vol.1内収録）
お題（1時間目「国語」）：好きな四字熟語、好きな本、好きなことわざ、好きな漢字
お題（2時間目「理科」）：好きな内臓、好きな実験器具、好きな卵、好きな実験
お題（3時間目「社会」）：好きな遺跡、好きな国名、好きな歴史上のキーワード、好きな歴史上の人物
4時間目「体育」。ジョイ先生と孝之が更衣室を覗き見するという内容。
- 君のぞらじお海賊版#5 （PC âge CD-ROM2 vol.5内収録）
特別授業・補習編。各人によってお題が異なる。
- 君のぞらじお海賊版#6 （PC âge CD-ROM2 vol.6内収録）
お題：2006年重大ニュース
- 君のぞらじお出張版#1 （君が望む永遠〜special FanDisk〜内収録）
お題：英単語
- 君のぞらじお出張版#2 （マブラヴ サプリメント内収録）
お題：植物

番外編
- 第37回（2005年12月9日配信）
緊急特別企画　アカマニシークレットライブ罰ゲーム実施のコーナー
2005年10月に行われたアカマニシークレットライブにて、罰ゲームを受けることになった、たかはし智秋と水橋かおりを対象に行われた。
罰ゲームはたかはし智秋が「ジョイ先生のメイプル家庭教師」、水橋かおりは「ショウ君のラヴュラヴュしりとり」。
なお、「ショウ君のラヴュラヴュしりとり」は谷山紀章扮する「ショウ君」としりとりするもの。ショウ君が強引に卑猥な言葉に変換してしりとりするというもの。
- 第75回（2006年9月1日配信）
メイプル新学期 ジョイ先生お土産のコーナー
日本中を旅して買ってきたジョイ先生のお土産を、ジョイ先生独自の解釈で卑猥な文章を構成し、各人に言わせる。
お題：お土産の名前

### すかいてんぷるメイプル支店へご案内
ジョイまっくすが「すかいてんぷる」メイプル支店の店長になり、アルバイト店員にセクハラまがいのコントを繰り広げるコーナー。内容はラジオドラマに近い。通称「メイプル支店」。
登場人物は、「すかいてんぷる」メイプル支店の店長・ジョイまっくす、アルバイト店員・鳴海孝之（谷山紀章）、涼宮遙（栗林みな実）、速瀬水月（石橋朋子、現在はたかはし智秋）の4人、そして大空寺あゆ（浅井清己、初期は石橋朋子が代役）、玉野まゆ（吉住梢）の2人も登場する。
ちなみに、第2回（君のぞらじお出張版 #1）ではジョイが放送禁止用語を口走り、電子音が被せられた。

### 君のぞ歌合戦
出演者を最も悩ませるコーナー。即興でテーマと曲のタイトルに合った歌を作り、発表するというもの。
第1回は地上波版で2003年12月27日に放送された。このときは曲名のみ指定されていた。第2回は君のぞらじお出張版 #1で行われ、このときからテーマも指定されるようになった。この回では栗林みな実が「失恋ソング」というテーマに対して、タイトルは「ジャンボフランク」と書かれたくじを引いてしまい苦戦する。しかし、シンガーソングライターの意地を見せ、「ジャンボフランク」が誕生した。
なお、この「ジャンボフランク」はサビ部分だけではあるが、12月23日開催の「SONGS FROM age THE LIVE 2 divergence」にて歌われた。
第3回（君のぞらじお海賊版 #2）では谷山紀章が「スーパーカー」（テーマ、「母に捧げる歌」）を披露し、その完成度の高さに出演者らは驚き、感動した石橋が号泣する事態となった。なお、「スーパーカー」は谷山が大阪でCD発売イベントを行った際、歌詞を間違え歌い直したことから、お詫びにこの曲を歌ったことがある。

### 水月の3、2、1、ハイ！
地上波放送初期から、インターネットラジオに転向後の第56回（2006年4月21日配信）まで放送されていた速瀬水月の口癖をもじったコーナー。地上波時代は水月のあなたに3、2、1、ハイ！というタイトルであった。
内容は、リスナーから募集した「踏ん切りのつかない事」や「悩み」を速瀬水月（石橋朋子、たかはし智秋）が答え、「3、2、1、ハイ！」で後押しするといったもの。このコーナーでは、別れた彼女と復縁したいというリスナーにアドバイスを送り、見事復縁できたり、読まれたリスナーが就職試験に合格したりということもあった。
第57回（2006年4月28日配信）からは新コーナー「この人に聞け！」に鞍替えしたものの、ここ最近は全くやっていなかったが、「君のぞらじお Still I love you…」に分割される事になってから元の名前として、同番組のコーナーの1つとして再開された。

### アージュニュースの時間の時間
第47回（2006年2月17日配信）から第109回（2007年4月27日配信）まで放送されていたアージュや栗林みな実関連の情報を伝えるコーナー。パーソナリティは栗林みな実と斉藤K。
ゲストと共にアージュ作品（主にマブラヴ）の感想や音楽などについてトークを行う。ゲストがいない場合は、主に栗林の楽曲に関するフリートークが行われる。コーナー中に1〜2曲ほど、曲紹介がある。
当コーナー第8回（君のぞらじお第56回）からは本編から分割され、まもなくして更に2分割、3分割されるようになった。
本編から分割されて以降の多くの回では2分割という形がとられていた。その際、前半部分ではゲストとのトークが中心、後半部分ではアージュや栗林みな実関連の情報を伝えるコーナーが中心であった。
なお、2006年11月19日〜12月8日まで、アルバム制作のために栗林みな実が一時休み、代わりに橋本みゆきがパーソナリティを勤めた。

## 特別番組
君のぞらじおの流れを汲む『君のぞらじお 〜Next Season〜』および『マブラヴラジオ』が2008年12月に放送を終了した後、『君のぞらじお eternity』および『マブラヴラジオ アンリミテッド』の放送が開始される2009年1月から3月まで君のぞらじおホームページ上で配信されていた、アージュ関連の特別番組。
なお、君のぞらじおの本放送時の特別番組についてはインターネット放送の項目を参照のこと。

### 新春特別放送
2008年12月27日・28日に行われたニトロプラスとの合同イベントで行われた公開録音分とアージュ関連トークショーの一部が配信された。
- 配信日：2009年1月2日、9日
  - 1月2日配信分
    - 全編出演：斉藤K
    - 公開録音部分のみ：栗林みな実、水橋かおり、ジョイまっくす
    - トークショー部分のみ：吉宗鋼紀、ボークス・タカオ、ヘマ大村

  - 1月9日配信分
    - 全編出演：斉藤K
    - 公開録音部分のみ：栗林みな実、谷山紀章、ジョイまっくす
    - トークショー部分のみ：吉宗鋼紀、熊川貴族、バカ王子ペルシャ、鬼畜人タムー

### アージュ10周年記念企画番組「アージュのみなさまのおかげです」
アージュ設立10周年を記念した、アージュの10年間を振り返るという内容の番組。
- 配信日：2009年1月16日、23日
- パーソナリティ：斉藤K、吉宗鋼紀

### アージュらじおを振り返ってみました 〜ちゃんねる時代〜
アージュ関連の番組を振り返った特別番組の前編。かつて地上波で放送されていた『ちよれんちゃんねる♪』と『音速♪ひとみしりちゃんねる』の2番組について振り返る内容。
- 配信日：2009年1月30日
- パーソナリティ：栗林みな実、ジョイまっくす、斉藤K
- 告知コーナー出演：斉藤K、熊川貴族

### アージュらじおを振り返ってみました 〜君のぞ時代〜
アージュ関連の番組を振り返った特別番組の後編。『君のぞらじお』とリニューアル後の関連番組について振り返る内容。
- 配信日：2009年2月6日
- パーソナリティ：栗林みな実、ジョイまっくす、斉藤K
- 告知コーナー出演：斉藤K、熊川貴族

### アージュキャラクターを振り返ってみました
アージュ関連のゲーム等に登場するキャラクターを50音順に紹介し振り返るという内容の番組。
- 配信日：2009年2月13日、21日
- パーソナリティ：斉藤K、熊川貴族、バカ王子ペルシャ、鬼畜人タムー

### ラジオ トータル・イクリプス千代田区支部
文化放送にて放送されているマブラヴ オルタネイティヴ トータル・イクリプスのラジオ番組『ラジオ トータル・イクリプス』の特別編。ただし、メインパーソナリティの中原麻衣、生天目仁美は出演していない。
第1回
- 配信日：2009年2月27日
- パーソナリティ：吉宗鋼紀、斉藤K
- ゲスト：奥井雅美
- 告知コーナー出演：斉藤K、熊川貴族

第2回
- 配信日：2009年3月6日
- パーソナリティ：吉宗鋼紀、斉藤K
- ゲスト：奥井雅美
- 告知コーナー出演：吉宗鋼紀、斉藤K、栗林みな実

第3回
- 配信日：2009年3月13日
- パーソナリティ：吉宗鋼紀、斉藤K
- ゲスト：栗林みな実
- 告知コーナー出演：吉宗鋼紀、斉藤K、bamboo

第4回
- 配信日：2009年3月20日
- パーソナリティ：吉宗鋼紀、斉藤K
- 告知コーナー出演：斉藤K、熊川貴族

第5回
- 配信日：2009年3月27日
- パーソナリティ：吉宗鋼紀、斉藤K
- 告知コーナー出演：斉藤K、熊川貴族

### これを聴けば大丈夫！ (微熱半島)
栗林みな実のライブDVD『LIVETOUR 2008 dream link LIVE DVD』の発売を記念した番組。
- 配信日：2009年3月6日
- パーソナリティ：吉宗鋼紀、栗林みな実

## 関連商品

### CD
主題歌CD
- 純情FEVER （LACM-4120、2004年2月4日）
地上波版君のぞらじお オープニング&エンディング収録
- コワしてGOOD JOB （LACM-4172、2004年12月29日）
地上波版ラジオすかいてんぷる オープニング&エンディング収録
- MAGIC/KATAOMOI （LACM-4179、2005年4月27日）
インターネット版君のぞらじお第1期主題歌CD オープニング&エンディング収録
- Love Adventure （LACM-4252、2006年3月8日）
インターネット版君のぞらじお第2期主題歌CD オープニング&エンディング収録
- 日常☆CRASHER （LACM-4244、2006年3月8日）
インターネット版ラジオすかいてんぷる第2期主題歌CD オープニング&エンディング収録）

総集編CD（地上波版）
- 君のぞらじおCD1 （LACA-5232、2004年3月24日）
ラジオパーソナリティ陣が選ぶベストコーナーや「すかてんらじお」（ラジすかの前身）の記念すべき第1回を収録。
ラジオで放送されなかった幻のラジオドラマ「A.I.」も収録されている。

総集編CD-ROM（インターネット版）
各回の配信分ほか、君らじWebサイトに掲載されている「君らじ☆ホームルーム」も完全収録している。ただしアージュニュースの時間の時間やリクエスト曲は著作権の関係で未収録。音楽CDではないためオーディオ機器では再生できない。アージュ通販のほか、君らじ通販およびイベント会場でのみ購入可能。
- 君のぞらじお 総集編 vol.01 （2005年10月28日）
インターネット版の第1回〜第13回配信分を収録。
- 君のぞらじお 総集編 vol.02 （2005年12月19日）
インターネット版の第14回〜第27回配信分を収録。
- 君のぞらじお 総集編 vol.03 （2006年2月19日）
インターネット版の第28回〜第40回配信分を収録。
- 君のぞらじお 総集編 vol.04 （2006年5月4日）
インターネット版の第41回〜第53回配信分を収録。
- 君のぞらじお 総集編 vol.05 （2006年10月28日）
インターネット版の第54回〜第66回配信分を収録。
- 君のぞらじお 総集編 vol.06 （2007年2月25日）
インターネット版の第67回〜第79回配信分を収録。
- 君のぞらじお 総集編 vol.07 （2007年12月29日）
インターネット版の第80回〜第92回配信分を収録。
- 君のぞらじお 総集編 vol.08 （2008年8月15日）
インターネット版の第93回〜第105回配信分を収録。
- 君のぞらじお 総集編 vol.09 （2008年10月12日）
インターネット版の第106回〜第118回配信分を収録。
- 君のぞらじお 総集編 vol.10 （2009年5月5日）
インターネット版の第119回〜第139回配信分を収録。

### DVD
- âgePresents Event DVD Series vol.1　君のぞらじお感謝祭　萌・川崎博 （2006年12月29日）
- âgePresents Event DVD Series vol.2　真（チェンジ!!）・君のぞらじお〜横浜は萌えているか〜 （2007年4月22日）
- âgePresents Event DVD Series vol.3　君のぞらじお感謝祭　Love Adventure/未来への咆哮 （2007年8月15日）
- âgePresents Event DVD Series vol.4　HAYASE MITSUKI ANNIVERSARY LIVE2007 （2007年12月14日）

### 書籍
- 君らじファンブック （2007年4月22日）